# Polystichopsis cubensis
Polystichopsis cubensis là một loài thực vật có mạch trong họ Dryopteridaceae. Loài này được (Kuhn) Lellinger miêu tả khoa học đầu tiên năm 1984.